# Foton (satelit)
Foton (rusky: Фотон) je jméno projektu dvou sérií sovětských či ruských programů vědeckých umělých družic. Ačkoliv byly nepilotované, jejich design vycházel z pilotovaných kosmických lodí Vostok.
Primárním cílem projektu je výzkum v oblasti materiálů, ale některé mise byly též zaměřeny na jiné oblasti výzkumu - například biologii. První série letů zahrnovala 12 startů z kosmodromu Pleseck v letech 1985 až 1999. První tři zkušební prototypy nesly označení Kosmos 1645, 1744, 1841, teprve od roku 1988 se družice oficiálně označují jako Foton. Druhá série pod označením Foton-M, která obsahuje řadu vylepšení oproti původním Fotonům, se stále používá. Z druhé série se prozatím uskutečnily dva pokusy o start. První v roce 2002 z kosmodromu Pleseck. Ten však skončil neúspěšně díky problému při startu. Druhý v roce 2005 z kosmodromu Bajkonur byl úspěšný. Jak Foton, tak Foton-M vynášejí nosné rakety Sojuz-U (11A511U a 11A511U2). Počínaje misí Foton N7 je partnerem programu Evropská vesmírná agentura.

## Přehled letů
| Označení    | Alternativní označení | Datum startu    | Poznámka            |
| ----------- | --------------------- | --------------- | ------------------- |
| Kosmos 1645 | Foton N1              | 16. dubna 1985  |                     |
| Kosmos 1744 | Foton N2              | 21. května 1986 |                     |
| Kosmos 1841 | Foton N3              | 24. dubna 1987  |                     |
| Foton 1     | Foton N4              | 14. dubna 1988  |                     |
| Foton 2     | Foton N5              | 26. dubna 1989  |                     |
| Foton 3     | Foton N6              | 11. dubna 1990  |                     |
| Foton 4     | Foton N7              | 4. října 1991   |                     |
| Foton 5     | Foton N8              | 8. října 1992   |                     |
| Foton 6     | Foton N9              | 14. června 1994 |                     |
| Foton 7     | Foton N10             | 16. února 1995  |                     |
| Foton 8     | Foton N11             | 9. října 1997   |                     |
| Foton 9     | Foton N12             | 9. září 1999    |                     |
| Foton 13    | Foton M1              | 15. října 2002  | Zničena při startu. |
| Foton 14    | Foton M2              | 31. května 2005 |                     |
|             | Foton M3              |                 |                     |